# Haus Kathie

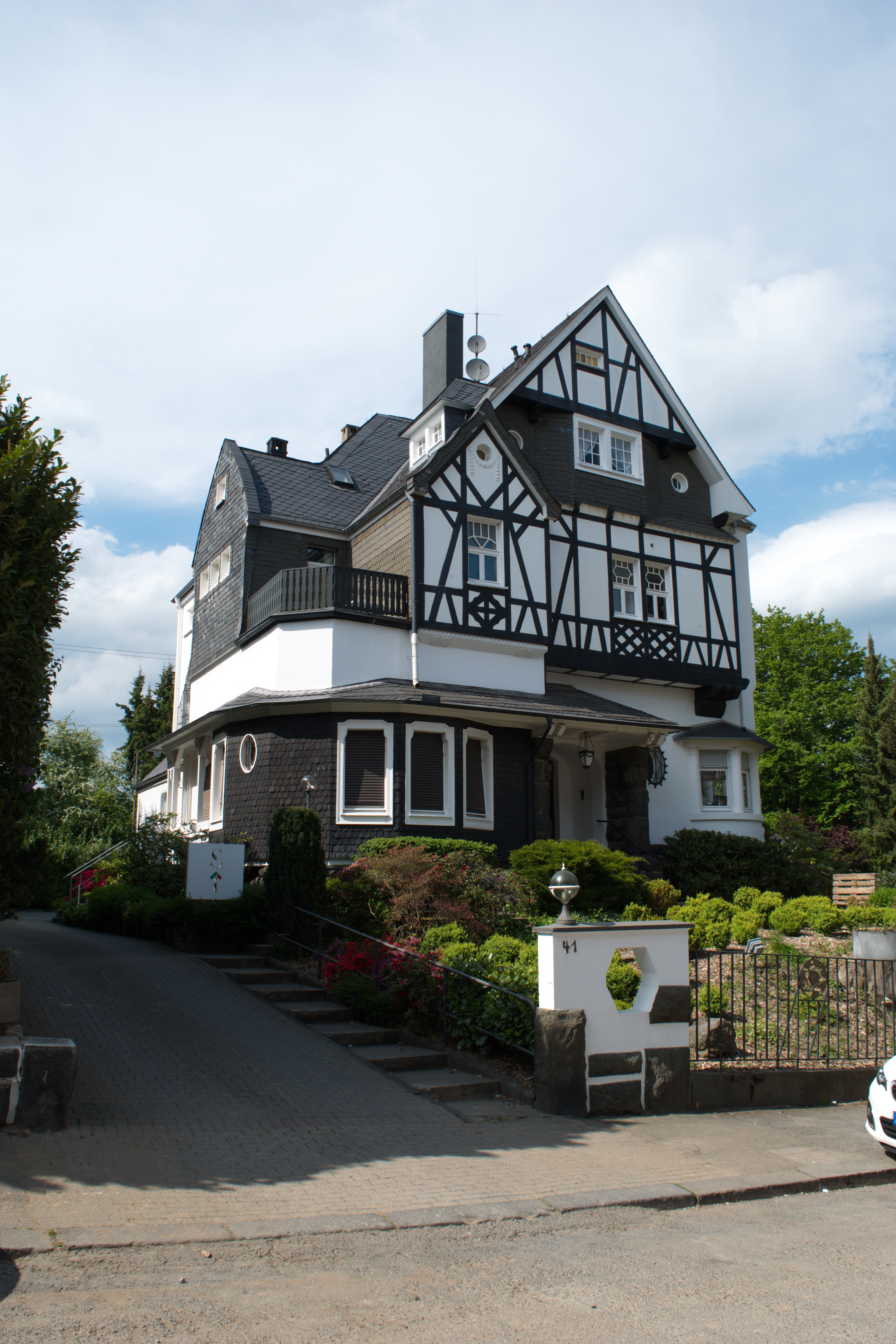
Haus Kathie

Das Haus Kathie ist eine erhaltene historische Villa im Wuppertaler Ortsbezirk Vohwinkel (NRW). Das Gebäude steht seit 1989 unter Denkmalschutz.
Der Münchener Architekt Emanuel von Seidl erbaute zwischen 1901 und 1907 die Villa an der Scheffelstraße für den Fabrikanten Wilhelm Vogel.

## Beschreibung
Die im Jugendstil errichtete Villa mit gegliederten Putzfassaden und auch mit Bergischen Heimatstilformen wurde nach der Ehefrau des Bauherrn „Kathie“ benannt.

## Heutige Nutzung
Aniello Scarpati, der vorher ein Restaurant im Schloss Lüntenbeck führte, übernahm 1982 die Villa. Er renovierte und erweiterte sie und führt mit seiner Frau seitdem ein kleines Hotel mit einem Restaurant, das in zwei Bereiche gegliedert ist: Das elegante Scarpati und das kleinere Trattoria. Das Restaurant genießt auch deutschlandweit einen guten Ruf, so wurde das Scarpati als erstes Restaurant in Wuppertal mit einem begehrten Stern im Guide Michelin ausgezeichnet. 2010 wurde es mit 16 von 20 möglichen Punkten im Restaurantführer Gault-Millau ausgezeichnet.